# Merlinius microdorus
Merlinius microdorus är en rundmaskart. Merlinius microdorus ingår i släktet Merlinius, och familjen Dolichodoridae. Arten är reproducerande i Sverige.